# Gerhard Graf von Kanitz

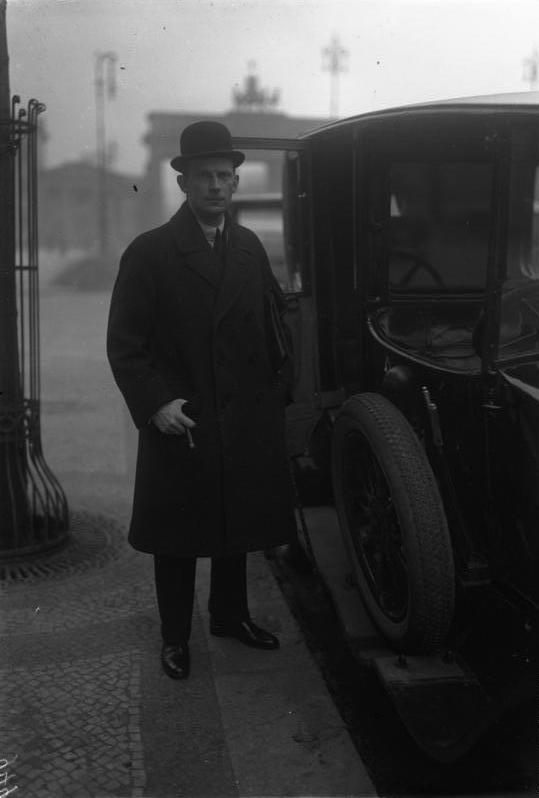
Gerhard Graf von Kanitz (1925)

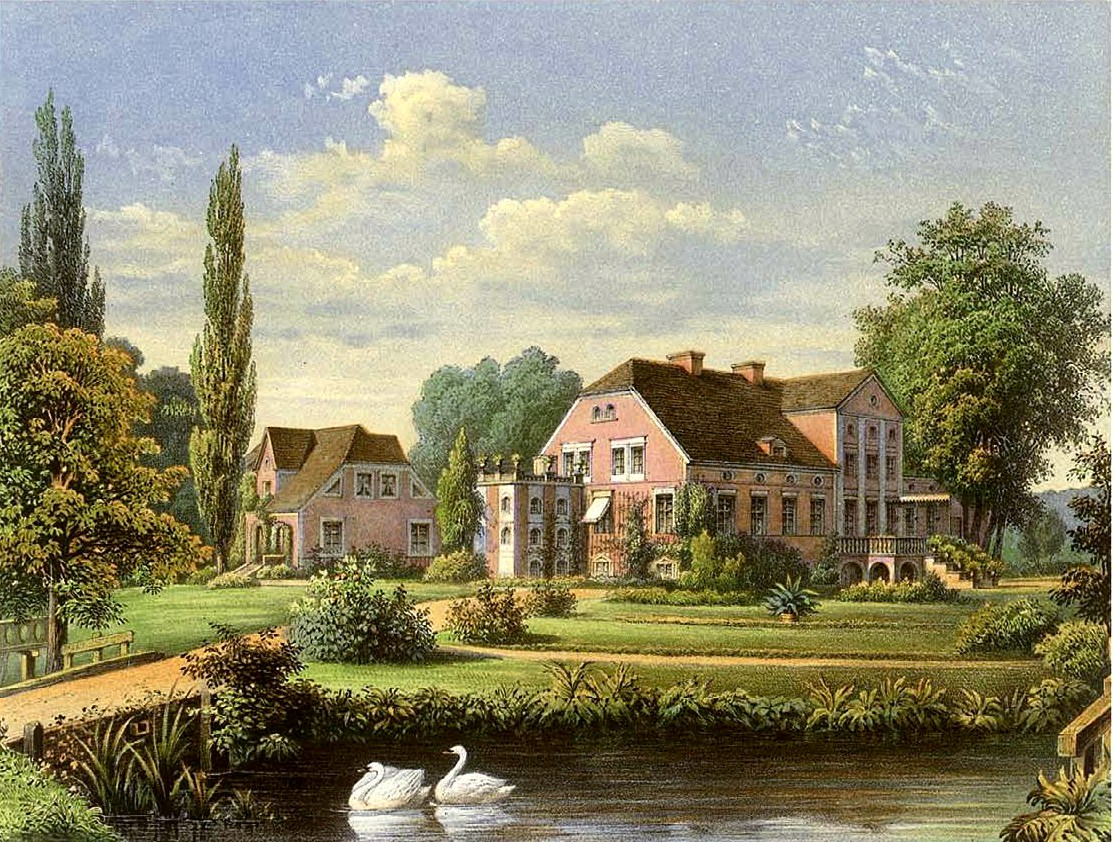
Rittergut Podangen um 1860, Sammlung Alexander Duncker

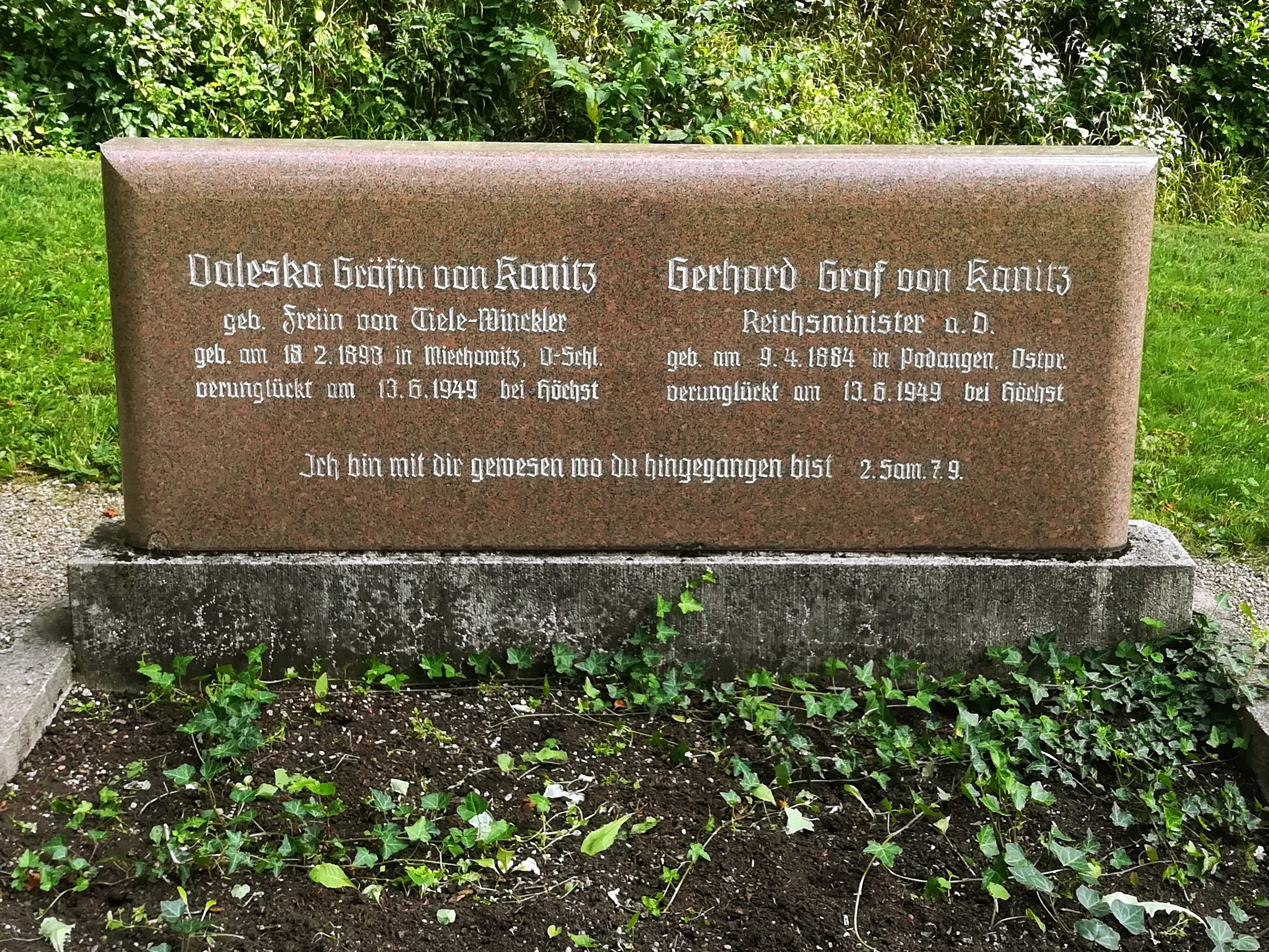
Grab von Valeska Gräfin v. Kanitz und Gerhard Graf v. Kanitz

Gerhard Theodor Alexander Graf von Kanitz (* 9. April 1884 in Podangen, Ostpreußen; † 13. Juni 1949 in Frankfurt-Sossenheim) war ein deutscher Gutsbesitzer und Politiker (DNVP, parteilos, DVP).

## Leben und Beruf
Kanitz war ein Sohn des ostpreußischen Rittergutsbesitzers und langjährigen konservativen Reichstagsabgeordneten Hans von Kanitz. Nach dem Besuch des Wilhelmsgymnasiums in Königsberg absolvierte er eine militärische Ausbildung und war seit 1904 Offizier der preußischen Armee im Kürassier-Regiment „Graf Wrangel“ (Ostpreußisches) Nr. 3. 1913 übernahm er nach dem Tode seines Vaters die Leitung des im ehemaligen Kreis Preußisch Holland in Ostpreußen gelegenen Rittergutes Podangen. Nach der Teilnahme am Ersten Weltkrieg fungierte er als Vorsitzender des Landwirtschaftsverbandes im Landkreis Preußisch Holland. Darüber hinaus war er Mitglied des Vorläufigen Reichswirtschaftsrates.
Kanitz war seit 1912 mit Valeska Freiin von Tiele-Winckler (1893–1949) verheiratet, mit der er drei Töchter hatte. Tochter Christa heiratete Hans-Dietrich Freiherr von Tettau, Enkel des Freiherrn Georg von Tettau. Tochter Wendula heiratete in erster Ehe Ferdinand V. Lochow-Petkus, gefallen 1941, direkter Nachfahre der Saatzüchter Ferdinand IV. von Lochow und Ferdinand III. von Lochow auf Petkus bei Baruth (Mark). Tochter Anna heiratete Wolfgang von Scharfenberg. Die Ehefrau von Gerhard Graf Kanitz war die Tochter des Franz Hubert von Tiele-Winckler-Moschen und der Jelka von Lepel.
Der Gutsbesitz Podangen war ein Majorat und bestand 1932 aus Podangen und den Nebengütern/Vorwerken Adlig Wickerau, Maulfritzen und Sporthenen; man betrieb auch Karpfenteiche. Gutsverwalter war ein Oberinspektor. Die Gesamtgröße der Flächen betrug 1542 ha, davon waren 291 ha Forsten.

## Partei
Kanitz trat nach der Novemberrevolution in die DNVP ein, die er 1923 verließ. Später wechselte er zur DVP über.

## Abgeordneter
Kanitz war von 1919 bis 1921 für die DNVP Mitglied der Verfassunggebenden Preußischen Landesversammlung. Am 7. März 1921 wurde er in den Deutschen Reichstag nachgewählt, dem er bis Mai 1924 angehörte, zuletzt als fraktionsloser Abgeordneter. Im Parlament vertrat er den Wahlkreis Ostpreußen. Von 1928 bis 1932 war er für die DVP Mitglied des Preußischen Landtages. 1929 bis 1933 gehörte er dem Provinziallandtag der Provinz Ostpreußen an.

## Öffentliche Ämter
Kanitz amtierte, ohne einer Partei anzugehören, vom 6. Oktober 1923 bis zum 19. Januar 1926 als Reichsminister für Ernährung und Landwirtschaft in den von den Reichskanzlern Gustav Stresemann, Wilhelm Marx und Hans Luther geführten Regierungen.